# Illa de la Princesa Margaret
L'illa de la Princesa Margaret (en danès Prinsesse Margrethe Ø) és una illa deshabitada que es troba a l'extrem septentrional de Groenlàndia, dins el Parc Nacional del Nord-est de Groenlàndia. És banyada pel mar de Wandel. Duu el nom en record de la Princesa Margaret de Dinamarca.
És l'illa més petita del grup format per l'illa de la Princesa Thyra, a l'oest, i l'illa de la Princesa Dagmar, al sud del mar de Wandel, a la confluència entre el fiord Danmark i el fiord Independence. Es troba 13 quilòmetres a l'est de l'illa de la Princesa Thyra. És llarga i estreta.